# SLPM 37500
Az alábbi lista tartalmazza az SLPM 37500-as katalógusszám szerinti magyarországi hanglemez megjelenéseket. Ez a lista az 1991 és 1993 között megjelent hanglemezeket tartalmazza.
| Katalógusszám    | Év   | Formátum | Label             | Előadó                           | Cím                                            |
| ---------------- | ---- | -------- | ----------------- | -------------------------------- | ---------------------------------------------- |
| SLPM 37500       | 1991 | LP       | Start             | Omen                             | Feketében                                      |
| SLPM 37505       | 1991 | LP       | Favorit           | Romapop                          | Roma Pop                                       |
| SLPM 37506       | 1991 | LP       | Favorit           | R-GO                             | The Best Of R-Go                               |
| SLPM 37517       | 1991 | LP       | Krém              | Mary Zsuzsi                      | Ez itt az utolsó tangó                         |
| SLPM 37518       | 1991 | LP       | Krém              | Antal Imre                       | Az Antal én vagyok                             |
| SLPM 37520       | 1991 | LP       | Radioton          | Bács Ferenc                      | Tolvajlásaim                                   |
| SLPM 37521       | 1991 | LP       | Favorit           | Betli Duó                        | A Szívem megdobban                             |
| SLPM 37526       | 1993 | LP       | Mega              | Skorpió                          | A show megy tovább                             |
| SLPM 37528-37539 | 1991 | 12LP     | Mega              | LGT                              | A Locomotív GT összes nagylemeze               |
| SLPM 37542       | 1991 | LP       | Mega              | Éva-Neoton                       | A kocka el van vetve                           |
| SLPM 37543       | 1991 | LP       | Pepita            | Exotic                           | The Song Of Freedom (Szabadság-dal)            |
| SLPM 37544       | 1992 | LP       | Mega              | Komár László                     | Együtt a csapat                                |
| SLPM 37546       | 1992 | LP       | Hungaroton - Gong | Záray - Vámosi                   | Micsoda évek vannak mögöttünk                  |
| SLPM 37548       | 1992 | LP       | Hungaroton        | Pa-dö-dő                         | 4. Tessék dudálni                              |
| SLPM 37549       | 1992 | LP       | Pepita            | Various (Válogatás)              | 1. Táncdalfesztivál'66                         |
| SLPM 37550       | 1992 | LP       | Pepita            | Szandi                           | Szerelmes szívek                               |
| SLPM 37551       | 1992 | LP       | Pepita            | MHV                              | In the U.S.A.                                  |
| SLPM 37552       | 1991 | LP       | Pepita            | Bonanza Banzai                   | A pillanat emlékműve                           |
| SLPM 37555       | 1991 | LP       | Pepita            | Soltész Rezső                    | The best of Soltész Rezső                      |
| SLPM 37559       | 1991 | LP       | Pepita            | Usztics Mátyás & Mészáros Zoltán | Jelentsen, Olajbogyó!                          |
| SLPM 37576       | 1992 | LP       | Mega              | Locomotiv GT                     | In Memoriam Barta Tamás 1948-1982 - Emléklemez |
| SLPM 37578       | 1992 | LP       | Mega              | Kovács Kati                      | A Kovács Kati                                  |
| SLPM 37579       | 1992 | LP       | Hungaroton-Gong   | Gerendás Péter                   | 908                                            |
| SLPM 37580       | 1992 | LP       | Mega              | Bonanza Banzai                   | Bonanza Live Banzai                            |
| SLPM 37583       | 1992 | LP       | Hungaroton-Mega   | Németh Lehel                     | Legendák                                       |
| SLPM 37587       | 1992 | LP       | Mega              | Tátrai Band                      | Kísértés                                       |
| SLPM 37590       | 1992 | LP       | Mega              | Kovács Erzsi                     | Búcsúzni csak nagyon szépen szabad             |
| SLPM 37591       | 1992 | LP       | Favorit           | Various (Válogatás)              | Jó az álmodozás (Szaxofonslágerek)             |
| SLPM 37593       | 1992 | LP       | Favorit           | Lagzi Lajcsi                     | Mi muzsikus lelkek...                          |
| SLPM 37595       | 1992 | LP       | Favorit           | Mikó István                      | Semmi se történt                               |

## Lásd még
- Hungaroton
- Hanglemez
- Dorogi hanglemezgyár
- SLPX 17900
- SLPM 17900
- SLPM 17800
- SLPX 17800
- SLPM 37600